# Mel com Terra
Forró Mel Com Terra ou simplesmente Mel Com Terra, como se costumam chamar, é uma banda cearense de forró eletrônico, sendo uma das pioneiras do gênero junto com as bandas Mastruz com Leite, Cavalo de Pau e Rabo de Saia.
Criada em 1992, Mel Com Terra é uma das mais famosas bandas de forró da década de 1990, com uma trajetória de sucesso em todo o Nordeste brasileiro, com canções emocionantes e românticas e seu repertório. Em mais de vinte anos anos de carreira, Mel com Terra já lançou 13 álbuns e um DVD.  Chegando a participar do programa Som Brasil, em 1994 da Rede Globo com a cantora Lucinha Owens cantando o sucesso “Como te queria”

## Origem
Com a criação do grupo Som Zoom Sat em 1991 por Emanoel Gurgel em Fortaleza, Ceará, inicialmente com a finalidade de administrar a Banda Mastruz Com Leite, que tocava o forró com instrumentos eletrônicos modernizando, assim, o forró tradicional.
Antes mesmo de sair o primeiro disco, a agenda tinha se tornado tão intensa que Emanoel Gurgel não só duplicou o número de músicos da banda, como formou mais um grupo. Surgia assim a Mel com Terra, que seguia a mesma fórmula de forró estilizado da matriz, e não demorou para que seu nome estranho passasse de boca em boca.
O Forró Mel com Terra fez sua estréia no dia 19 de março de 1992, na cidade de Fortaleza-CE (Brasil) logo após o convite a Cantora Lucinha Owens, ex “Lucinha Mel” que gravou os maiores sucessos da banda: “Como te queria”, “Eu você e o amor”, “Fica comigo” ,“Vem dançar forró” , “Confissões”,  “Seguindo a estrada” permanecendo por 17 anos na banda e após, seguindo carreira solo. A banda também era formada juntamente com os cantores Mário Augusto, Rômulo SantaRay (Cantor e Compositor) e Maria Elis (Nini) 

## Discografia

### Álbum de estúdio
- 1993: Volume 1 − Doido Por Forró
- 1994: Volume 2 − Diz Que Me Ama, Porra!!!
- 1995: Volume 3 − Amor Que Fica
- 1997: Volume 4 − Eu Sou Um Santo
- 1998: Volume 5 − Ao Vivo
- 1999: Volume 6 − O Vaqueiro Gosta Disso
- 2000: Volume 7 − Segredos da Paixão
- 2000: Volume 8 − Acústico
- 2001: Volume 9 − Vizinha Fuxiqueira
- 2002: Volume 10 − Ao Vivo Vol. 2
- 2003: Volume 11 − Ao Vivo 3
- 2004: Volume 12 − Arrasta-pé No São João
- 2005: Volume 13 − Meu Céu... Meu Mar!!!